# Neptunov Trojanec
Neptunov Trojanec je nebesno telo (asteroid), ki ima isto obhodno dobo kot Neptun, in se nahaja v okolici Neptunove Lagrangeeve točke L4 (to je 60° pred Neptunom).
Začasne oznake nekaterih znanih Neptunovih Trojancev so:
- 2001 QR322
- 2004 UP10
- 2005 TN53
- 2005 TO74
- 2006 RJ103.

Odkritje Trojanca 2005 TN53 z naklonom tirnice, večjim od 25° kaže na to, da je oblak Neptunovih Trojancev precej debel. Verjetno je število Neptunovih Trojancev s premerom več kot 100 km večje od števila Jupitrovih Trojancev  Leta 2010 so odkrili prvega Neptunovega trojanca v Lagrangeevi točki L5, 2008 LC18. V tej regiji je sicer težavno opazovati, saj leži v smeri središča galaksije, kjer je polno zvezd.